# (9299) Vinceteri
(9299) Vinceteri (1985 JG2) – planetoida z grupy pasa głównego asteroid okrążająca Słońce w ciągu 4,05 lat w średniej odległości 2,54 j.a. Odkryta 13 maja 1985 roku.